# ホセ・アコスタ (1891年生の投手)
ホセ・アコスタ（José Acosta , 1891年3月4日 - 1977年11月16日）は、キューバ共和国ハバナ州ハバナ出身のプロ野球選手（投手）。右投げ右打ち。愛称は"Acostica"（アコスティカ）。
同世代のキューバ出身MLB選手であるメリト・アコスタの兄だと長年言われていたが、のちに兄弟では無いことが明らかになった。

## 経歴
白人ながらほとんどキューバ出身者で構成され、1915年にニグロリーグの独立したチームとなったロング・ブランチ・キューバンズでプレーした。
1920年にワシントン・セネタースでMLB初登板。7月28日の対デトロイト・タイガース戦（ネビン・フィールド）で、アル・シャハトに代わり7回裏から2番手としてリリーフ登板し、2回を投げて2失点だった。同年に17試合に登板してまずまずの働きを見せる。
1921年もリリーフとして33試合に登板するなど徐々にチームの中心選手となりつつあったが、シーズンオフにトレードでフィラデルフィア・アスレチックスを経由してシカゴ・ホワイトソックスへと移籍。1922年のシーズン開幕はホワイトソックスで迎えたが、わずか5試合、防御率8.40に終わり、この年限りでMLBの舞台からは退いた。
その後は1929年までマイナーリーグのチームに所属した。
冬の時期は1911-1912シーズンから1929-1930シーズンまでキューバ国内リーグ"リーガ・クバーナ・デ・ベイスボル"でプレーした。
1918-1919シーズンおよび1919-1920シーズンに最多勝のタイトルを獲得するなどの活躍をした。
1958年にキューバ野球殿堂入りを果たした。
1977年11月16日にハバナで死去。86歳没。

## 詳細情報

### 年度別投手成績
| 年 度    | 球 団    | 登 板 | 先 発 | 完 投 | 完 封 | 無 四 球 | 勝 利 | 敗 戦 | セ 丨 ブ | ホ 丨 ル ド | 勝 率 | 打 者 | 投 球 回 | 被 安 打 | 被 本 塁 打 | 与 四 球 | 敬 遠 | 与 死 球 | 奪 三 振 | 暴 投 | ボ 丨 ク | 失 点 | 自 責 点 | 防 御 率 | W H I P |
| -------- | -------- | ----- | ----- | ----- | ----- | -------- | ----- | ----- | -------- | ----------- | ----- | ----- | -------- | -------- | ----------- | -------- | ----- | -------- | -------- | ----- | -------- | ----- | -------- | -------- | ------- |
| 1920     | WS2      | 17    | 5     | 4     | 1     | 2        | 5     | 4     | 1        | --          | .556  | 343   | 82.2     | 92       | 1           | 26       | --    | 0        | 9        | 1     | 0        | 40    | 37       | 4.03     | 1.43    |
| 1921     | WS2      | 33    | 7     | 2     | 0     | 0        | 5     | 4     | 3        | --          | .556  | 520   | 115.2    | 148      | 4           | 36       | --    | 0        | 30       | 3     | 0        | 65    | 56       | 4.36     | 1.59    |
| 1922     | CWS      | 5     | 1     | 0     | 0     | 0        | 0     | 2     | 0        | --          | .000  | 70    | 15.0     | 25       | 4           | 6        | --    | 0        | 6        | 0     | 0        | 14    | 14       | 8.40     | 2.07    |
| MLB：3年 | MLB：3年 | 55    | 13    | 6     | 1     | 2        | 10    | 10    | 4        | --          | .500  | 933   | 213.1    | 265      | 9           | 68       | --    | 0        | 45       | 4     | 0        | 119   | 107      | 4.51     | 1.56    |

- 「-」は記録なし